# Mansio ad Vacanas
La Mansio ad Vacanas è una stazione di posta (mansio) costruita nel I secolo d.C. al ventesimo miglio romano della Via Cassia, nell'attuale comune di Campagnano di Roma su strutture di epoca repubblicana, per offrire un'area di sosta ai viaggiatori e facilitare gli spostamenti verso l'Etruria settentrionale.
La mansio è composta da un'area adibita al riposo del viaggiatore (impianti termali e botteghe), un'area adibita al riposo dei cavalli (stalle e rimesse), un'area adibita alle attività pubbliche (caserma dei soldati, piazza del mercato, portico con fontana).
Caduta in disuso, è stata derubata di tutti i rivestimenti marmorei.
Nel Medioevo la mansio, che sorgeva in prossimità della Valle di Baccano, antico lago vulcanico poi prosciugato, costituiva luogo di tappa lungo la Via Francigena o Romea. In particolare, nell'Itinerario di Sigerico, con il nome di Bacane essa costituiva la III Submansio in uscita da Roma.
La Mansio ad Vacanas fu scoperta nel novembre del 1979, durante i lavori di ampliamento della strada statale 2 Via Cassia.